# II. Ferdinánd portugál király
Ferdinand August Franz Anton von Sachsen–Coburg–Gotha–Koháry (Bécs, 1816. október 29. – Lisszabon, 1885. december 15.), a Szász–Coburg–Gothai-ház hercege, több országban nagybirtokos, II. Ferdinánd (Fernando II) néven 1837 és 1853 között Portugália királya. A Koháry-birtokok örököse, a magyar főnemesség tagja. A Koháry-örökségről lemondott öccse javára, amikor házasságot kötött a portugál királynővel 1836-ban.

## Élete
Ferdinánd szász–coburg–gothai hercegnek és csábrági és szitnyai herceg Koháry Antóniának az elsőszülött gyermeke. 1836-ban feleségül vette II. Mária da Gloria portugál királynőt, és elsőszülött fia, Péter herceg születése után, 1837-ben megkapta a Portugália királya címet, de a tulajdonképpeni uralkodó a felesége maradt. Neje halála után 1853 és 1855 között kiskorú fiának, V. Péter portugál királynak a nevében Portugália régense volt, és ezalatt Portugáliát bölcsen kormányozta. 1869-ben felajánlották neki a spanyol trónt, de nem fogadta el azt.

## Házasságai, családja

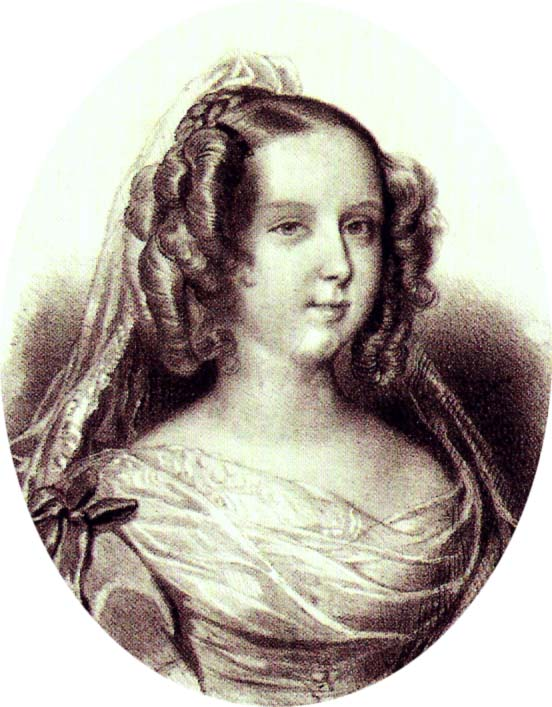
II. Mária (da Glória) portugál királynő

### Első házassága

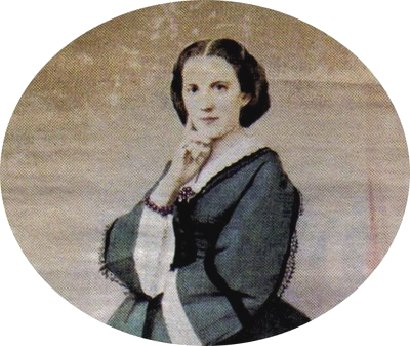
Elise Friederike Hensler

1836. április 9-én Lisszabonban feleségül vette II. Mária (da Glória) portugál királynőt, akitől tizenegy gyermeke született:
- Péter Mária Ferdinánd (Pedro Maria Fernando) (1837–1861), 1853-tól V. Péter néven Portugália királya, aki 1858-ban Stephanie von Hohenzollern–Sigmaringen hercegnőt (1837–1859) vette feleségül, de utódaik nem születtek.
- Lajos Fülöp Mária (Luís Filipe Maria) (1838–1889), 1861-től I. Lajos néven Portugália királya, aki 1862-ben Savoyai Mária Pia olasz királyi hercegnőt (1847–1911), II. Viktor Emánuel király leányát vette feleségül, 2 fiuk született.
- Mária (Maria) (*/† 1840), születésekor meghalt.
- János Mária (João Maria) (1842–1861), Beja hercege,, tizenéves korában meghalt, nem nősült meg.
- Mária Anna (Maria Ana) (1843–1884), aki 1859-ben György szász királyi herceghez (1832–1904), a későbbi I. György királyhoz ment feleségül, 1873-tól koronahercegné, I. (IV.) Károly osztrák császár és magyar király nagyanyja.
- Antónia Mária (Antónia Maria) (1845–1913), 1861-től Leopold Stefan zu Hohenzollern herceg (1835–1905) felesége, I. Ferdinánd román király (1865–1927) anyja.
- Ferdinánd Mária Lajos (Fernando Maria Luís) (1846–1861), fiatalon meghalt kolerában.
- Ágost Mária Mihály (Augusto Maria Miguel) (1847–1889), Coimbra hercege, tábornok, nem nősült meg.
- Lipót (Leopoldo) (*/† 1849, születésekor meghalt.)
- Mária Glória (Maria da Glória) (*/† 1851), születésekor meghalt.
- Jenő (Eugénio) (*/† 1853), születésekor meghalt.

### Második házassága
Az özvegy Ferdinánd király 1869. június 10-én másodszor is megnősült, Elise Friederike Hensler operaénekesnőt (1836–1929) vette feleségül, akit Edla grófnőjévé emelt, és aki Ferdinánd haláláig (1885-ig) vele maradt.